# Dirba
Dirba är en ort i Indien.   Den ligger i distriktet Sangrur och delstaten Punjab, i den norra delen av landet, 200 km nordväst om huvudstaden New Delhi. Dirba ligger 238 meter över havet och antalet invånare är 13 838.
Terrängen runt Dirba är mycket platt. Runt Dirba är det tätbefolkat, med 369 invånare per kvadratkilometer. Närmaste större samhälle är Sunām, 19,9 km väster om Dirba. Trakten runt Dirba består till största delen av jordbruksmark.